# كريستيان (لاعب كرة قدم مواليد 2000)
كريستيان هو لاعب كرة قدم برازيلي في مركز الوسط، ولد في 19 ديسمبر 2000 في كوريتيبا في البرازيل. لعب مع أتلتيكو باراناينسي.

## وصلات خارجية
- كريستيان (لاعب كرة قدم مواليد 2000) على موقع قاعدة بيانات كرة القدم.إي يو (الإنجليزية)
- كريستيان (لاعب كرة قدم مواليد 2000) على موقع Soccerway.com (الإنجليزية)